# HD 46885
HD 46885，又名BD+04 1335，SAO 114115、HR 2413，是一颗恒星，视星等为6.55，位于銀經207.17，銀緯-1.37，其B1900.0坐标为赤經6h 30m 42.2s，赤緯+4° -1.37′ 42″。